# Потоцьке
Потоцьке — село в Україні, в Девладівській сільській територіальній громаді Криворізького району Дніпропетровської області. Населення — 9 мешканців.

## Географія
Село Потоцьке знаходиться за 3 км від правого берега річки Кам'янка, на відстані 2 км від сіл Яр і Поле. Через село проходить залізниця, станція Потоцьке.

## Історія
21 квітня 2025 року, відповідно до Розпорядження Кабінету Міністрів України № 384-р «Про віднесення селищ Девладове та Потоцьке Криворізького району Дніпропетровської області до категорії сіл», селище було віднесене до категорії сіл.

## Населення

### Мова
Розподіл населення за рідною мовою за даними перепису 2001 року:
| Мова       | Відсоток |
| ---------- | -------- |
| українська | 88,9 %   |
| російська  | 11,1 %   |